# Asaphiscus
Asaphiscus (лат.) — вымерший род трилобитов кембрийского периода. Окаменелости найдены в Австралии и Северной Америке, главным образом в Юте, США.

## Распространение

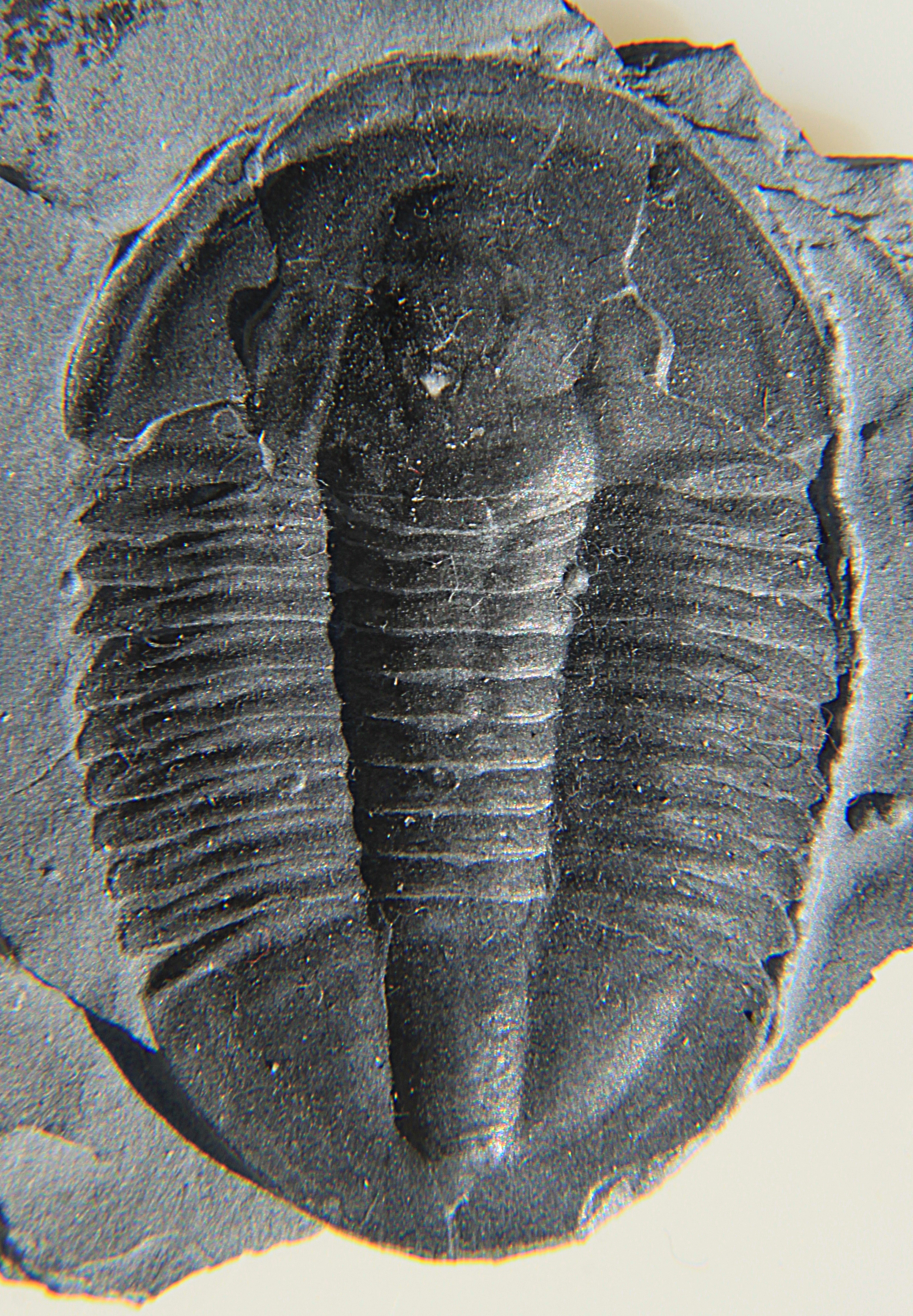
Asaphiscus wheeleri, длина 37 мм

Asaphiscus wheeleri найден в среднем кембрии Соединённых Штатов (Деламаран, сланцы Лоуэр-Уиллер, округ Миллард, штат Юта, 40° с. ш. 113° з. д.; и Меневиан, формация Уилер, Хаус-Рейндж, Юта, 39°12′ с. ш. 113°18′ з. д.).

## Описание
Asaphiscus — трилобиты среднего размера, до 8 см, с довольно плоским кальцинированным дорсальным экзоскелетом с контуром в виде перевёрнутого яйца, длина в 1,5 раза превышает ширину, самая широкая область находится у заднего края головного щита (цефалона). Цефалон составляет около 40% от длины туловища, он полукруглый, с широкими закруглёнными щёчными углами и хорошо заметной границей, составляющей примерно 1/8 длины цефалона. Центральная возвышенная область цефалона (глабелла) конической формы, с широкой закругленной передней частью, отделена от края предглабельной областью примерно 1/8 длины цефалона, имеется 3 набора чётких или незаметных борозд. Сочлелённый средний отдел туловища (торакс) поделён на 7-11 сегментов (9 у A. wheeleri) с закруглёнными краями. Задний щит (пигидий) составляет 30% от длины туловища, полукруглый, с широкой плоской каймой и по всем краям.

## Виды, ранее включавшиеся в состав рода
Некоторые виды, изначально относимые к Asaphiscus, позднее были включены в другие роды трилобитов:
- A. capella = Glyphaspis capella
- A. granulatus = Genevievella granulata
- A. gregarius = Blainia gregarius
- A. minor = Cedaria minor
- A. unispinus = Weeksina unispina